# Пак Тхэ Сон
Пак Тхэ Сон (кор. 박태성; род. 14 сентября 1955) — северокорейский политический деятель, председатель Совета министров КНДР с 29 декабря 2024 года, бывший председатель Верховного народного собрания и заместитель председателя Трудовой партии Кореи.
В 2017 году он был избран заместителем председателя ТПК после того, как в течение 10 месяцев занимал пост председателя ЦК ТПК в провинции Пхёнан-Намдон. Пак Тхэ Сон сопровождал визит Ким Чен Ына в Китай в качестве заместителя председателя Комитета по экономическим вопросам.
В 2018 году члены ТПК посетили китайский регион Чжунгуаньцунь, где расположено множество высокотехнологичных компаний. Пак Тхэ Сон вместе с ближайшими помощники Ким Чен Ына поручили ему осмотреть это место.
В 2019 году он сопровождал Ким Чен Ына, который также посетил Китай для подготовки ко второму саммиту США—КНДР. В этом же году Пак Тхэ Сон был избран председателем Верховного народного собрания.
Он был переизбран членом ЦК на VIII съезде Трудовой партии Кореи и был избран членом Политбюро ЦК ТПК и членом ЦК ТПК.
29 декабря 2024 года Пак был назначен премьер-министром Северной Кореи по итогам ежегодного общего собрания Центрального комитета Трудовой партии Кореи, тем самым сменив Ким Док Хуна.